# Kasaï (provins)

Kasaïs läge i Kongo-Kinshasa.

Kasaï är en provins i Kongo-Kinshasa, som bildades ur den tidigare provinsen Kasaï-Occidental i och med den nya konstitutionen från 2006, genomfört 2015. Huvudstad är Tshikapa och största språk tshiluba. Provinsen har 3,2 miljoner invånare.